# Glenea balteata
Glenea balteata là một loài bọ cánh cứng trong họ Cerambycidae.